# Nsimbala dunga
Nsimbala dunga är en insektsart som beskrevs av Irena Dworakowska 1974. Nsimbala dunga ingår i släktet Nsimbala och familjen dvärgstritar. Inga underarter finns listade i Catalogue of Life.